# برج قرن ۲۱
برج قرن ۲۱ یک برج مسکونی واقع در دبی، امارات متحده عربی می‌باشد. 
ساخت و ساز این ساختمان که در سال ۲۰۰۱ شروع و در سال ۲۰۰۳ به پایان رسیده، تعداد طبقاتش ۵۵ است و ارتفاع آن ۲۴۰ متر و با احتساب آنتن نصب شده ۲۶۹ متر می‌باشد.